# Kalasinemys prasarttongosothi
Kalasinemys prasarttongosothi — викопний вид прихованошийних черепах вимерлої родини Xinjiangchelyidae. Описаний у 2020 році. Вид існував на межі юрського і крейдового періодів (150—140 млн років тому) у Східній Азії. Скам'янілі рештки виду знайдені у відкладеннях формації Фу Крадунг (Phu Kradung Formation) на північному сході Таїланду. Описаний з решток черепа та панцира.

## Назва
Родова назва Kalasinemys вказує на типове місцезнаходження — провінцію Каласін. Вид K. prasarttongosothi названо на честь визначного тайського палеонтолога Прасерта Прасарттонг-Осотха.